# 21st Century Explosive Sound
21st Century Explosive Sound är det svenska indierockbandet Eldoradios debutalbum, som släpptes den 20 april 2016 på Comedia Records.
Eldoradios debutalbum spelades in och producerades av György Barocsai i Svenska Grammofonstudion. Inspelningen av debutalbumet tog närmare tre år, något som bandet själva har beskrivit som positivt.
Låtarna Friend of Mine och Black & Blue och Circus släpptes som singlar, och spelades flitigt på bland annat P3.

## Låtlista
Alla låtar är skrivna och komponerade av Eldoradio. 
| Nr  | Titel                     | Längd |
| --- | ------------------------- | ----- |
| 1.  | Friend Of Mine            | 2:19  |
| 2.  | Black & Blue              | 2:27  |
| 3.  | Set Sail                  | 2:42  |
| 4.  | Ice Age                   | 3:44  |
| 5.  | Circus                    | 3:05  |
| 6.  | Beautiful Darkness        | 4:55  |
| 7.  | New Waves                 | 3:34  |
| 8.  | Prisoners                 | 2:07  |
| 9.  | Forever Lost In The Blues | 2:59  |
| 10. | Eldoradio                 | 1:58  |

## Medverkande
- Thomas Keen - gitarr och sång
- Adam Johansson - gitarr och sång
- Anton Thorstensson - gitarr
- August Johansson - trummor
- Tomas Berglund - bas